# 白阿繡
阿繡，是金庸小說《俠客行》的女主角。阿繡容貌清麗，温柔善良，斯文有禮，是石破天的愛人。阿繡是一個好姑娘，一出場其温柔文雅，婉和有禮的形象就已經確立。阿繡最特别的地方，是全書中只有她一個人從来没有錯認石破天為石中玉，令人感動。

## 人物經歷
阿繡是雪山派掌門白自在的孫女，美麗秀氣，凌霄城上下將她像小公主一樣疼愛。但是在她十三歲時，被十五歲的師兄石中玉綁住手腳脫光衣服企圖強姦，幸虧僕人發現即時挽回名節，她仍然不堪恥辱，哭了三天後跳下山崖自盡。
從雪山派出走的奶奶史小翠在山下救起阿繡後，祖孫二人到中原散心，在武昌府偶遇對史小翠痴戀的丁不四。她和奶奶不願接受丁不四的要脅上碧螺山，於是加緊修練武功但導致身子動彈不得，後來石破天的誤打誤撞，將祖孫二人救到紫煙島。
眾人見到石破天均以為他是石中玉，但是阿繡憑藉直覺認定他跟石中玉不一樣，讓石破天猶如含冤得到昭雪，又在紫煙島的相處，兩人進而相惜相戀，日後也得到雪山派的成全。